# Corythalia
Corythalia este un gen de păianjeni din familia Salticidae.

## Specii[1]
- Corythalia alacris
- Corythalia albicincta
- Corythalia arcuata
- Corythalia argentinensis
- Corythalia argyrochrysos
- Corythalia banksi
- Corythalia barbipes
- Corythalia bicincta
- Corythalia binotata
- Corythalia blanda
- Corythalia brevispina
- Corythalia bryantae
- Corythalia canalis
- Corythalia chalcea
- Corythalia chickeringi
- Corythalia cincta
- Corythalia circumcincta
- Corythalia circumflexa
- Corythalia clara
- Corythalia conformans
- Corythalia conspecta
- Corythalia cristata
- Corythalia cubana
- Corythalia diffusa
- Corythalia dimidiata
- Corythalia diminuta
- Corythalia electa
- Corythalia elegantissima
- Corythalia emertoni
- Corythalia excavata
- Corythalia fimbriata
- Corythalia flavida
- Corythalia gloriae
- Corythalia grata
- Corythalia hadzii
- Corythalia heliophanina
- Corythalia iridescens
- Corythalia latipes
- Corythalia locuples
- Corythalia luctuosa
- Corythalia metallica
- Corythalia modesta
- Corythalia murcida
- Corythalia neglecta
- Corythalia nigriventer
- Corythalia nigropicta
- Corythalia noda
- Corythalia obsoleta
- Corythalia opima
- Corythalia panamana
- Corythalia parva
- Corythalia parvula
- Corythalia peckhami
- Corythalia penicillata
- Corythalia placata
- Corythalia porphyra
- Corythalia pulchra
- Corythalia quadriguttata
- Corythalia roeweri
- Corythalia rugosa
- Corythalia serrapophysis
- Corythalia spiralis
- Corythalia spirorbis
- Corythalia squamata
- Corythalia sulphurea
- Corythalia tristriata
- Corythalia tropica
- Corythalia ursina
- Corythalia waleckii
- Corythalia valida
- Corythalia variegata
- Corythalia vervloeti
- Corythalia voluta
- Corythalia xanthopa